# Chicago Building
O Chicago Building ou Chicago Savings Bank Building é um arranha-céu antigo, construído entre 1904 e 1905. Está localizado na 7 West Madison Street em Chicago. Projetado pelo escritório de arquitetura Holabird & Roche, é um exemplo antigo e altamente visível da escola de arquitetura de Chicago.
Os traços do edifício caracterizam esse estilo por meio do uso de grandes "janelas de Chicago", construção de estrutura de metal, baías distintas e revestimento de terracota. A combinação das janelas salientes projetadas do lado norte e das "janelas de Chicago" retangulares do lado leste com caixilhos móveis é representativa dos dois tipos típicos de janelas da escola de Chicago. O edifício está localizado de forma proeminente na esquina sudoeste da State Street e Madison Street, com visibilidade aumentada por um deslocamento no alinhamento da State Street.
O edifício é um componente crítico de um agrupamento de estruturas significativas, incluindo Carson Pirie Scott e a antiga Mandel Brothers Store, no que já foi rotulado como "World's Busiest Corner" (em português:  "Esquina mais movimentada do mundo"). O edifício foi designado um marco de Chicago em 26 de março de 1996. Em 1997, foi convertido em um dormitório para a Escola do Instituto de Arte de Chicago. O canto do terceiro andar do Chicago Building contém a pedra fundamental de Chicago. É o ponto 0-0 grau da cidade e é o local de onde todos os endereços em Chicago começam.